# Leofric
Leofric (forse in Cornovaglia, prima del 1016 – 10 o 11 febbraio 1072) è stato un vescovo inglese della diocesi di Exeter.
Probabilmente originario della Cornovaglia, fu educato nel continente. Quando Edoardo il Confessore era in esilio, prima della sua successione al trono inglese, Leofric entrò al suo servizio e tornò in Inghilterra con lui. Dopo essere diventato re, Edoardo ricompensò Leofric concedendogli delle terre. Sebbene una fonte del XII secolo affermi che Leofric ricoprisse la carica di Lord cancelliere, gli storici moderni concordano sul fatto che non lo sia mai stato.
Edoardo nominò Leofric vescovo di Cornovaglia e di Crediton nel 1046, ma poiché Crediton era una piccola città, il nuovo vescovo ottenne il permesso papale di spostare la sede episcopale a Exeter nel 1050. In questa città, Leofric lavorò per aumentare le entrate e le risorse della sua cattedrale, arricchendola sia in terre sia in paramenti ecclesiastici. Era un bibliofilo, e raccolse molti manoscritti; ne donò alcuni alla biblioteca della cattedrale, tra cui un famoso codice di poesie, l'Exeter Book. Leofric morì nel 1072. Sebbene i suoi resti siano stati trasferiti nella nuova Cattedrale di Exeter, costruita dopo la sua morte, la loro posizione non è più nota e l'attuale epitaffio non segna il suo luogo di riposo.

## Primi anni di vita
Poco si sa di Leofric, poiché la sua cattedrale non era un centro di scrittura storica e fu poco coinvolto in eventi fuori dalla sua diocesi. Solo poche carte lo menzionano e c'è solo un elenco di doni alla sua diocesi. Nessun atto ufficiale del suo episcopato è sopravvissuto, e c'è solo una breve notizia di morte nel Messale di Leofric, sebbene nella contemporanea Cronaca anglosassone la notizia non compaia. Sottoscrive come testimone alcune carte reali.
Leofric nacque probabilmente in Cornovaglia e i suoi genitori erano inglesi. Poiché il diritto canonico richiedeva che un vescovo avesse almeno 30 anni al momento della consacrazione, è probabile che Leofric fosse nato prima del 1016. Il cronista medievale Florence di Worcester si riferiva a lui come a Brytonicus, il che presumibilmente significava che era originario della Cornovaglia. Aveva un fratello, Ordmaer, che fungeva da suo maggiordomo e amministrava le proprietà di famiglia. Leofric fu educato in Lotaringia, e potrebbe essere stato allevato all'estero. Potrebbe essere andato in esilio sia nel 1013 quando Sweyn I di Danimarca, re di Danimarca, invase l'Inghilterra, sia nel 1016, quando il figlio di Sweyn Canuto il Grande divenne re d'Inghilterra. La sua educazione avvenne forse presso la chiesa di Santo Stefano a Toul, dove il futuro papa Leone IX fu canonico dal 1017 al 1024 e vescovo dopo il 1027.

## Al servizio di Edoardo il Confessore
Prima che Edoardo il Confessore diventasse re d'Inghilterra, fu esiliato nel continente. Leofric fu cappellano di Edoardo, anche se non si sa come o quando esattamente i due si incontrassero. Lo storico Frank Barlow ipotizza che potrebbe essere stato a Bruges nel 1039. Quando Edoardo tornò in Inghilterra su invito del re Canuto, il fratellastro di Edoardo, Leofric lo accompagnò, assistendo agli avvenimenti durante la vita di Canuto insieme a Herman, che in seguito divenne vescovo di Sherborne. Leofric rimase uno stretto sostenitore e amico di Edoardo per tutta la vita del re. Nel 1044, Edoardo gli concesse delle terre a Dawlish nel Devon.
Sebbene un cronista monastico del XII secolo a Worcester menzioni Leofric come cancelliere di Edoardo, ciò non è vero, poiché Edoardo non aveva un cancelliere in quel momento. Gli storici sono divisi sul fatto che Edoardo abbia mai avuto un funzionario che potrebbe essere stato chiamato cancelliere, ma sono d'accordo sul fatto che Leofric non abbia ricoperto tale carica.

## Vescovo
Quando il vescovo Lyfing morì nel 1046, il re nominò Leofric vescovo di Cornovaglia e di Crediton. Le due sedi, o vescovati, tenuti da Lyfing divennero la sede di Exeter nel 1050 quando il vescovo Leofric spostò la sua sede episcopale da Crediton a Exeter combinandola con quella di Cornovaglia. Il trasferimento della sede ricevette l'approvazione di papa Leone IX, e avvenne nel 1051. Sebbene Leofric fosse stato un impiegato reale prima di diventare vescovo, dopo la sua elevazione riuscì a evitare di essere coinvolto nelle varie controversie in corso tra il re e Godwin, conte di Wessex. Spese invece le sue energie nell'amministrazione della sua diocesi, ma rimase in buoni rapporti con il re. Il penitenziale di Leofric, noto anche come Messale di Leofric, sopravvive ancora e include una preghiera per un re senza figli, che probabilmente era re Edoardo.
La chiesa abbaziale di San Pietro a Exeter divenne la cattedrale e Leofric vi fu intronizzato come vescovo di Exeter il giorno di San Pietro nel 1050 alla presenza del re Edoardo. Il re e sua moglie Edith presero parte alla cerimonia di intronizzazione ed entrambi accompagnarono il vescovo alla sua cattedra episcopale. Edith aveva i diritti di dote sulla città di Exeter, il che potrebbe spiegare la sua presenza alla cerimonia.
Leofric sostituì i monaci con i canonici. La nuova comunità ricevette da Leofric la regola di Crodegango regola che aveva probabilmente appreso in Lotaringia prima del suo ritorno in Inghilterra. Leofric trasferì la sede perché Crediton era troppo povera e rurale ed Exeter era una città con mura di protezione e aveva una chiesa abbandonata, che poteva essere utilizzata come nuova cattedrale. Leofric affermò di aver trovato la sua diocesi priva di paramenti episcopali e di altri oggetti liturgici necessari, e la sua lista di doni alla chiesa comprendeva paramenti, croci, calici, incensieri, paliotti e altri arredi per la cattedrale.
Dopo il trasferimento a Exeter, Leofric si adoperò per aumentare la dotazione della diocesi, e soprattutto della biblioteca della cattedrale, che al suo arrivo trovò quasi vuota. In seguito affermò che c'erano solo cinque libri di proprietà del capitolo della cattedrale al suo ingresso in diocesi. Rimase ancora in buoni rapporti con il re, poiché era presente alla corte di Edoardo nel Natale del 1065 che vide la consacrazione dell'Abbazia di Westminster. Non rimane alcuna prova che Leofric fosse stato impiegato dal re in missioni diplomatiche, né sembra che Leofric abbia partecipato a concili o sinodi papali. Fu un sostenitore del culto di Leone IX, che fu proclamato santo dopo la morte.

## Morte ed eredità
Leofric sopravvisse indenne all'assedio di Exeter di Guglielmo il Conquistatore del 1068, sebbene non ci siano prove che fosse presente in città durante l'assedio. Non è chiaro se avesse originariamente sostenuto re Aroldo contro Guglielmo o se avesse sostenuto Guglielmo dall'inizio. Il fatto che sia sopravvissuto all'epurazione di Guglielmo, dei vescovi nativi inglesi, nel 1070 è la prova che non deve essere stato troppo esplicito contro di lui. Leofric rimase vescovo fino alla sua morte il 10 febbraio o l'11 febbraio 1072. Fu sepolto nella cripta della sua cattedrale. Quando la cattedrale fu ricostruita, le sue spoglie furono trasferite nella nuova chiesa, ma la posizione della tomba è andata perduta. L'epitaffio attuale risale solo al 1568 e non indica la sepoltura di Leofric.
Durante il vescovado di Leofric, la sua biblioteca della cattedrale era la quarta più grande d'Inghilterra, ed era un importante scriptorium. Fece realizzare un importante manoscritto di poesia in inglese antico, l'Exeter Book, alla biblioteca della cattedrale nel 1072. Nell'Exeter Book sono contenute una serie di poesie che mostrano tutti i principali tipi di poesie composte in inglese antico. Questo manoscritto è una delle quattro fonti principali per la conoscenza moderna della poesia anglosassone. Insieme all'Exeter Book, alla sua morte donò alla cattedrale anche una serie di altri manoscritti e libri. Sopravvivono tre versioni dell'elenco delle donazioni redatto da Leofric, che è uno dei primi cataloghi della biblioteca della cattedrale sopravvissuti. L'elenco comprende 31 libri liturgici della cattedrale, 24 altre opere ecclesiastiche e 11 opere secolari. Quest'ultimo gruppo comprendeva opere filosofiche e poesie. Il numero di manoscritti che possedeva e lasciò in eredità alla sua cattedrale era piuttosto elevato per il suo tempo. Oltre all'Exeter Book e al Messale di Leofric, sopravvive anche la copia di Leofric della Regola di Crodegango, sebbene non sia più a Exeter. Ora è all'Università di Cambridge, dove si trova come Corpus Christi College MS 191. Un altro manoscritto sopravvissuto della collezione di Leofric è un libro dei Vangeli scritto in latino ora nella Biblioteca Bodleiana, che fu probabilmente acquisito da Leofric mentre era sul continente, poiché il manoscritto era stato originariamente scritto per un monastero bretone. In tutto, circa 20 dei manoscritti donati da Leofric possono essere identificati e sono ancora esistenti, e solo due rimangono a Exeter, incluso l'Exeter Book.
La notizia nei registri della cattedrale che registrava la sua morte affermava che Leofric era attivo come predicatore, che aveva costruito molte chiese ed era insegnante del clero. Lo storico Frank Barlow descrive Leofric come "un abile amministratore e una forza progressista" e uno che "esemplifica al meglio il prelato straniero".